# Greg Allen (Fußballspieler)
Gregory Frank „Greg“ Allen (* 18. Oktober 1967 in West Ham, London) ist ein ehemaliger englischer Fußballspieler.

## Karriere
Allen gehörte als Apprentice (dt. Auszubildender) Mitte der 1980er Jahre dem FC Arsenal an und spielte im Jugendbereich unter anderem mit Tony Adams und David Rocastle zusammen, verließ den Klub aber ohne in der ersten Mannschaft zum Einsatz gekommen zu sein. An seine Zeit bei Arsenal schloss sich eine Spielzeit beim FC Dagenham in der Football Conference an, in der der Mittelfeldakteur zwei Tore in 14 Einsätzen erzielte. Am Ende der Saison 1987/88 stieg Dagenham allerdings als abgeschlagener Tabellenletzter aus der höchsten Spielklasse unterhalb der Football League ab.
Im Sommer 1988 kam er auf vertragsloser Basis in die Football League Fourth Division zu Cambridge United. Während die weiteren Neuzugänge Liam Daish, Chris Leadbitter, Colin Bailie, John Vaughan und John Taylor die folgenden Jahre wesentlichen Anteil am Durchmarsch Cambridges von der vierten in die zweite Liga hatten, war Allens Aufenthalt in der Football League nur von kurzer Zeit. Nach vier Ligaeinsätzen und einem Pokalauftritt verließ er den Klub wieder und spielte in der Folge für Billericay Town in der Isthmian League. In der Saison 1992/93 hatte er nochmals einen kurzen Auftritt in der Football Conference, nach nur drei Einsätzen verließ er aber Dagenham & Redbridge wieder und kehrte zu Billericay zurück. 1994 stand Allen mit Billericay im Finale um den Essex Senior Cup, die Partie gegen Grays Athletic endete aber mit einer 0:1-Niederlage.